# Rourea caudata
Rourea caudata là một loài thực vật có hoa trong họ Connaraceae. Loài này được Jules Émile Planchon miêu tả khoa học đầu tiên năm 1850.

## Phân bố
Loài này có tại Trung Quốc (các tỉnh Quảng Đông, Quảng Tây, Vân Nam), và Ấn Độ (Assam). Môi trường sống là rừng miền núi lộ thiên, ở cao độ dưới 800 m.

## Mô tả
Dây leo thân gỗ hay cây bụi leo bám, cao khoảng 3 m. Các cành nhỏ màu nâu, thon búp măng, nhẵn nhụi hoặc có lông khi non. Lá kép lông chim lẻ. Cuống lá, trục lá và cuống lá chét thường nhẵn nhụi; lá chét 3-4 đôi, phiến lá chét bóng phía gần trục, hình mũi mác hay thuôn dài- hình mũi mác, 2,5-10 × 0,8-3,5 cm, gần giống như giấy, nhẵn nhụi cả hai mặt, gân bên 5-6 đôi, nối gần mép, gân giữa và các gân lưới khác biệt phía xa trục, đáy hình nêm, đều cạnh, mép nguyên, đỉnh có đuôi dài với chóp tù. Cụm hoa ở nách lá, hình chùy với 1-3 trục, dài 3,5–6 cm, trục cán hoa và cuống hoa có lông tơ. Lá đài hình trứng, 2-2,5 × 1,5–2 mm, nhẵn nhụi. Cánh hoa màu ánh vàng, hình mác ngược đến hình thìa, 5-6 × 2–3 mm, nhẵn nhụi, có sọc dọc. Nhị khoảng 10, xếp xen kẽ nhị dài với nhị ngắn. Lá noãn 5, rời. Quả đại màu ánh lục, khi khô màu nâu sẫm, cong hoặc thẳng, khoảng 1-2 × 0,5–1 cm, với lá đài bền dài tới 5 mm. Hạt 0,6-1,6 × 0,4-0,9 cm, có áo hạt che phủ.